# Ференбальм
Ференбальм (нім. Ferenbalm) — громада  в Швейцарії в кантоні Берн, адміністративний округ Берн-Міттельланд.

## Географія
Громада розташована на відстані близько 18 км на захід від Берна.
Ференбальм має площу 9,2 км², з яких на 11,4% дозволяється будівництво (житлове та будівництво доріг), 68,2% використовуються в сільськогосподарських цілях, 18,8% зайнято лісами, 1,6% не є продуктивними (річки, льодовики або гори).

## Демографія
2019 року в громаді мешкало 1236 осіб (-2,4% порівняно з 2010 роком), іноземців було 8%. Густота населення становила 135 осіб/км².
За віковим діапазоном населення розподілялося таким чином: 18% — особи молодші 20 років, 58,3% — особи у віці 20—64 років, 23,7% — особи у віці 65 років та старші. Було 538 помешкань (у середньому 2,3 особи в помешканні).
Із загальної кількості 367 працюючих 88 було зайнятих в первинному секторі, 162 — в обробній промисловості, 117 — в галузі послуг.